# Regard sur la folie
Pour plus de détails, voir Fiche technique et Distribution.
Regard sur la folie est un film documentaire français réalisé par Mario Ruspoli et sorti en 1962.

## Synopsis
La vie quotidienne des patients et le travail des médecins, dont le docteur François Tosquelles, à l'hôpital psychiatrique de Saint-Alban en Lozère.

## Fiche technique
- Titre : Regard sur la folie
- Réalisateur : Mario Ruspoli
- Assistante : Dolorès Grassian
- Scénario : Mario Ruspoli
- Commentaire (textes de Antonin Artaud) dit par Michel Bouquet
- Photographie : Quinto Albicocco, Michel Brault, Roger Morillère
- Montage : Henri Lanoë
- Conseiller artistique : Henri Colpi
- Production : Argos Films
- Pays :  France
- Durée : 53 minutes
- Date de sortie : France - 12 septembre 1962